# Барлекха
Барлекха (бенг. বড়লেখা, англ. Barlekha) — город на востоке Бангладеш, административный центр одноимённого подокруга. Площадь города равна 2,62 км². По данным переписи 2001 года, в городе проживало 4069 человек, из которых мужчины составляли 50,9 %, женщины — соответственно 49,1 %. Плотность населения равнялась 1553 чел. на 1 км². Уровень грамотности населения составлял 60,1 % (при среднем по Бангладеш показателе 43,1 %). 